# Alfred Smedberg
Alfred Smedberg född 22 juli 1850 i Väddåkra, Humla socken, Västergötland, död där 18 oktober 1925 var en svensk lärare och författare för barn. 

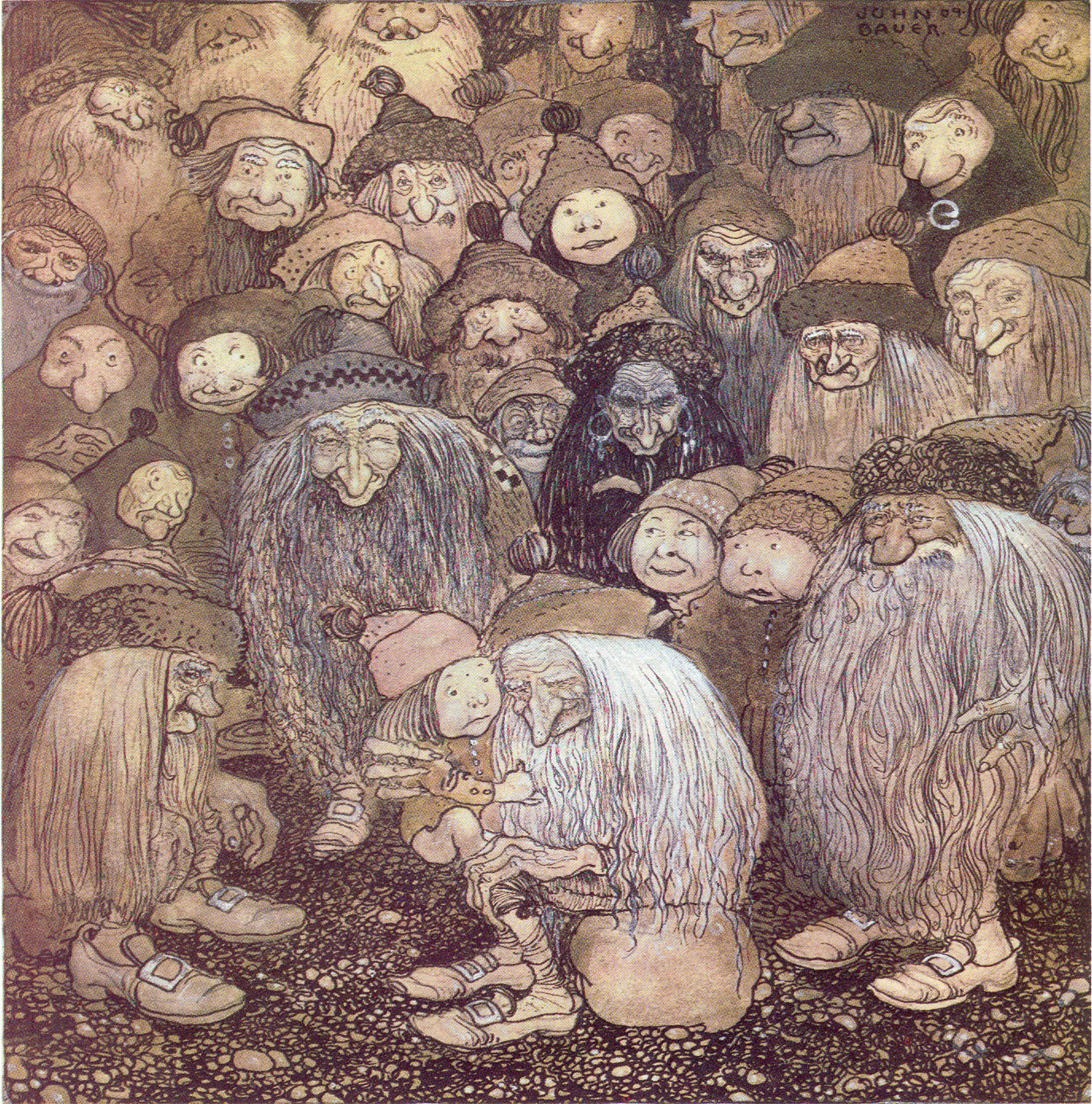
Men hur kommer man in i berget, frågade tomtepojken, John Bauer, 1909

Han var son till lantbrukaren och riksdagsmannen Josef Smedberg (1819–90) och dennes hustru Inga Britta Pettersdotter (1820–1907). Under 1873–77 studerade han vid folkskollärarseminariet i Växjö, och blev 1878 folkskollärare i Norrköping där han stannade till pensioneringen 1910. År 1915 flyttade han åter till fädernegården i Väddåkra i Humla tillsammans med hustrun Vendela Johansson (1858–1937).
Alfred Smedberg var en på sin tid känd författare. Med början på 1890-talet publicerade han en mängd sagor, dikter och humoresker i tidskrifter och böcker. Hans första bok Minnen från skogsroten utkom 1906, hans sista, Guldäpplen på silvertråd, utkom postumt 1927. En sammanställning av hans tryckta produktion av sagor, visor och berättelser upptar 515 nummer till och med dödsåret 1925.
Många av Smedbergs sagor går tillbaka på berättelser om tomtar, troll, häxor och skogsrån, som han hade hört som barn. Hans författarskap har beskrivits som kännetecknat av kärlek till hembygden, humor och en varm religiositet, där också nykterhet, rättvisa och ärlighet framhävs. Mest känd av Smedbergs produktion är Tomtarnas julnatt (även kallad Midnatt råder eller Tipp tapp efter refrängen). Den publicerades första gången i barntidningen Jultomten 1898. Många av hans sagor läses fortfarande, ofta redigerade för att passa en modernare tids publik.
Smedbergs litterära kvarlåtenskap förvaras på Borås stadsbibliotek. År 1992 bildades Väddåkrastiftelsen för bevarande av Alfred Smedbergs hem i Humla.